# Veritas (производитель программного обеспечения)
Veritas — американская компания, разработчик программного обеспечения для управления хранением информации для организаций.
Основана в 1983 году под названием Tolerant, переименована в Veritas в 1989 году. Главный офис располагался в Маунтин-Вью (Калифорния). Основные продукты — исторически первая коммерческая журналируемая файловая система VxFS, система управления томами VxVM, программный отказоустойчивый кластер VCS, программа резервного копирования Backup Exec для малых организаций, система резервного копирования для средних и крупных организаций NetBackup. Также компанией был выпущен один из ранних продуктов для программной записи на компакт-диски — Veritas Record Now. Акции фирмы торговались на бирже NASDAQ, входили в состав фондовых индексов S&P 500 и NASDAQ-100.
В 2005 году поглощена корпорацией Symantec, сохранившей основные продукты. В 2015 году подразделение, сформированное в основном на базе бывшей Veritas, продано группе Carlyle, и начиная с 2016 года оно функционирует как независимая частная компания под наименованием Veritas Technologies.

## Tolerant
Tolerant Systems основана в 1983 году выходцами из Intel Эли Эйлоном (Eli Alon) и Дейлом Шипли (Dale Shipley) с целью разработки аппаратно-программной отказоустойчивой вычислительной системы. В 1984 году выпущен первый продукт — система Eternity, состоявшая из группы вычислительных узлов на тридцатидвухразрядных процессорах National NS32022 под управлением специально разработанной Unix-совместимой системы под названием TX, притом каждый узел мог выполнять одну из трёх задач: выполнение приложений, коммуникации или файловый сервис. Операционная система TX обеспечивала отказоустойчивость за счёт использования технологии контрольных точек: приложения могли фиксировать контрольные точки, общедоступные всем узлам, благодаря чему в случае отказа текущего узла была возможность быстро запустить приложение на другом с минимальными потерями в данных. В Eternity фактически реализован предшественник современных RAID-систем — в комплексе наряду с журналируемой файловой системы использовалась техника хранения множества копий данных на разных дисках.

## Veritas Software
К концу 1980-х годов Tolerant фактически ушла с рынка оборудования, и в 1988 году Дейл Шиппи зарегистрировал фирму Tolerant Software, нацеленную на развитие программных наработок по журналируемой файловой системе и управлению виртуальными дисками для AT&T Unix. В 1989 году пост генерального директора в компании занял Марк Лесли и переименовал в честь Гарвардского университета в Veritas.
Ключевые продукты конца 1980-х — начала 1990-х — файловая система VxFS (Veritas File Manager) и система управления томами VxVM (Veritas Volume Manager) — сбывались по каналам AT&T. Компании совместно рекламировали и продвигали решения, организовали совместную службу технической поддержки; основные клиенты первых лет — OEM-производители, в том числе Sun и Hewlett-Packard, модель сбыта позволяла OEM-производителям продавать продукты конечным пользователям как собственные при условии выплаты роялти Veritas.
9 декабря 1993 года компания осуществила первичное публичное размещение акций на бирже NASDAQ, по его результатам капитализация компании составила $64 млн.
С середины 1990-х годов компания сориентировалась на экстенсивный рост путём поглощений перспективных производителей программного обеспечения, близкого по проблематике к основной продукции фирмы. Так, в 1995 году была куплена фирма Tidalwave (разработчик программных решений для высокой доступности), в 1997 году — OpenVision (разработчик системы резервного копирования NetBackup), а в 2000 году к компании присоединено подразделение Seagate (Network and Storage Management Group, NSMG), разрабатывавшее систему Backup Exec, фактически равное по размеру самой Veritas. В августе 2003 года за $400 млн наличностью и $610 млн акциями приобретена израильская компания Precise Software, один из лидеров рынка систем управления производительностью приложений (англ. application performance management).

## Показатели деятельности
В 1996 году оборот фирмы составил $36 млн. В 1998 году выручка достигла $200 млн, а на следующий год — после слияния с подразделением Seagate — доходы компании вышли на уровень $700 млн, что стало наивысшим показателем среди производителей программного обеспечения для управления хранением информации. Выручка в 2000 году составила $1,2 млрд, в связи с этим результатом компания вошла в список Fortune 1000 и введена в индекс S&P 500. В 2001 году, несмотря на крах доткомов и последовавшую рецессию в отрасли, компания смогла повысить доходы на четверть — до $1,5 млрд. 2004 год фирма завершила с выручкой чуть более $2 млрд.

## Поглощение Symantec и последующие события
16 декабря 2004 года сообщено о поглощении компании корпорацией Symantec, решение было утверждено акционерами 24 июня 2005 года. 2 июля 2005 года объединение завершилось, активы компания сохранила название Symantec. Основные продукты были сохранены, но упоминание Veritas из них было исключено (сбывались с корпоративным префиксом — Symantec NetBackup, Symantec BackupExec).
10 октября 2014 года Symantec объявила о планах по разделению на две части: в одну компанию (под наименованием Symantec) планировалась собрать бизнес, связанный с информационной безопасностью, а в другую — разработки в области управления информацией, притом предполагалось, что компания получит название Veritas Technologies и станет независимой публичной компанией; разделение планировалось завершить 1 января 2016 года. Однако 11 августа 2015 года Symantec продала подразделение Veritas группе The Carlyle Group, конечная сумма сделки составила $7,4 млрд; по состоянию на начало 2016 года подразделение функционирует как независимая частная компания под наименованием Veritas Technologies LLC.